# Pla invariable
| Any    | Júpiter | Saturn | Urá   | Neptú |
| ------ | ------- | ------ | ----- | ----- |
| 2009   | 0.32°   | 0.93°  | 1.02° | 0.72° |
| 142400 | 0.48°   | 0.79°  | 1.04° | 0.55° |
| 168000 | 0.23°   | 1.01°  | 1.12° | 0.55° |

El pla invariable d'un sistema planetari, també anomenat pla invariable de Laplace, és el pla que passa pel seu baricentre (centre de massa) perpendicular al vector del seu moment angular. Al sistema solar, prop del 98% d'aquest efecte és produït pels moments angulars de l'òrbita dels quatre planetes jovians (Júpiter,  Saturn,  Urà i  Neptú). El pla invariable és de 0.5º al pla orbital de Júpiter, i pot ser considerat com la mitjana ponderada de totes les òrbites planetàries i plans rotacionals.
Aquest pla és de vegades anomenat el "Laplacià" o "pla de Laplace" o "el pla invariable de Laplace", encara que el pla de Laplace amb major freqüència es refereix al concepte relacionat amb la precessió del pla orbital. No s'han de confondre, tanmateix, sorgeixen de l'obra de (i almenys de vegades el nom de) l'astrònom francès Pierre Simon Laplace. Les dues són equivalents solament en el cas que tots els pertorbadors i les ressonàncies estiguin lluny del cos de precessió. El pla invariable deriva simplement de la suma de moments angulars, que és «invariable» per damunt de tot el sistema, mentre que el pla de Laplace pot ésser diferent per a diferents objectes en òrbita dintre d'un sistema. Laplace[anomenat el pla invariable, el «pla de superfícies màximes», on l'àrea és el producte del radi i el seu canvi d'horari diferit dR/dt, és a dir, la seva velocitat, multiplicada per la massa.
| Terrestres      | Mercuri | 7.01° | 3.38°  | 6.34° |
| Terrestres      | Venus   | 3.39° | 3.86°  | 2.19° |
| Terrestres      | Terra   | 0°    | 7.155° | 1.57° |
| Terrestres      | Mart    | 1.85° | 5.65°  | 1.67° |
| Gegants gasosos | Júpiter | 1.31° | 6.09°  | 0.32° |
| Gegants gasosos | Saturn  | 2.49° | 5.51°  | 0.93° |
| Gegants gasosos | Urà     | 0.77° | 6.48°  | 1.02° |
| Gegants gasosos | Neptú   | 1.77° | 6.43°  | 0.72° |

## Descripció
La magnitud del vector de moment angular orbital d'un planeta és {\displaystyle L=RMV}, on {\displaystyle R} és el radi orbital del planeta (des del baricentre), {\displaystyle M} és la massa del planeta, i {\displaystyle V} és la velocitat orbital. La de Júpiter aporta la major part del moment angular del Sistema Solar, el 60,3%. Després, Saturn en un 24,5%, Neptú en 7,9%, i Urà en 5,3%. El Sol forma un contrapès a tots els planetes, perquè està a prop del baricentre quan Júpiter és en un costat i els altres tres planetes jovians estan diametralment oposats a l'altre costat, però el Sol es mou a 2.17 radis solars de distància des del baricentre quan tots els planetes jovians estan en línia en l'altre costat. Els moments angulars orbitals del Sol i els planetes no jovians, llunes i cossos menors del sistema solar, així com les quantitats de moviment de rotació axial de tots els cossos, incloent el Sol, el total és solament el 2%.
Si tots els cossos del sistema solar fossin punts de masses, o si la distribució de cossos rígids fos de forma esfèrica de massa simètrica, després un pla invariable definit sols en òrbites, seria veritablement invariable i que constituirien un marc de referència inercial. Però quasi cap ho és, la qual cosa permet la transferència d'una quantitat ínfima dels moments de rotació axial de revolucions orbitals a causa de la fricció de les marees i dels cossos no esfèrics. Això causa un canvi en la magnitud del moment angular, així com un canvi en la seva direcció (precessió), ja que els eixos de rotació no són paral·lels als eixos de l'òrbita. Tanmateix, aquests canvis són molt petits en comparació amb les quantitats de moviment angular total del sistema, i per quasi tots els fins que el pla pot considerar-se invariable quan es treballa amb la dinàmica de Newton.

## Posició
Tots els plans de les òrbites planetàries balancegen envoltant tot el pla invariable, el que significa que gira al voltant del seu eix, mentre que les seves inclinacions per a aquesta baten, les quals són causades per la pertorbació gravitacional d'altres planetes. La de la Terra trencada amb un període de quasi 100.000 anys i amb una inclinació que varia de 0.1º a 3º. Si a llarg termini es porten a terme els càlculs respecte de l'eclíptica actual, que està inclinat respecte del pla invariable al voltant d'1.5º, el qual «sembla» fer una rotació amb un període de 70,000 anys i una inclinació que varia entre 0° i 4º. En concret, l'òrbita de la Terra (l'eclíptica) està inclinat respecte del pla invariable a 1º34'59"−18" T, on T és el nombre de segles, des de 1900. Per a J2000.0 el valor és de 1º34'43.3". La inclinació de l'òrbita de Júpiter al pla invariable varia en el rang de 14'-28'.